# RWD-1
RWD-1 – polski dwumiejscowy samolot sportowy z okresu międzywojennego.

## Historia
Projekt opracowali w zimie 1928 roku Stanisław Rogalski, Stanisław Wigura i Jerzy Drzewiecki, w owym czasie jeszcze studenci Politechniki Warszawskiej.  Swój pierwszy wspólny samolot oznaczyli RWD od pierwszych liter swoich nazwisk. Samolot był zbudowany w Warsztatach Sekcji Lotniczej Koła Mechaników Studentów Politechniki Warszawskiej.
Oblotu samolotu dokonał Jerzy Drzewiecki we wrześniu 1928 roku. Na przełomie października i listopada tego roku samolot wziął udział w II Krajowym Konkursie Awionetek, gdzie uzyskał wyróżnienie za oryginalną konstrukcję i nowatorskie rozwiązania techniczne. Wiosną 1929 roku RWD-1 wziął udział w lotniczym rajdzie dokoła Polski. Z powodu nieodpowiedniego silnika (silne drgania i nierówna praca, przegrzewanie się) miał kilka przymusowych lądowań, jednak bez uszkodzenia płatowca.
RWD-1 miał korzystny stosunek masy własnej do masy użytecznej z powodu lekkiej konstrukcji i lekkiego silnika. Większe osiągi samolot zawdzięczał też dobrej aerodynamice i małym oporom interferencyjnym przy przejściu kadłub/płat. To zachęciło twórców tej maszyny  do dalszego jej rozwoju, metodą eliminowania wad.
Po uszkodzeniu, jakiemu uległ w zimie 1930 roku, jedyny egzemplarz został zdemontowany. RWD-1 był protoplastą szeregu samolotów sportowych: RWD-2, RWD-3, RWD-4, RWD-7.

## Konstrukcja
Jednosilnikowy samolot sportowy w układzie wolnonośnego górnopłata o konstrukcji drewnianej.
Kadłub w dolnej części o przekroju prostokątnym, zwieńczony schodzącymi się wklęsłymi łukami. Przednia część, w rejonie silnika, kryta blachą aluminiową, dalej sklejką. Zbiornik paliwa umieszczony bezpośrednio za silnikiem. Miejsca załogi w układzie tandemowym, dostęp do nich przez drzwi umiejscowione na boku kadłuba. Drzwi do przedniej kabiny umiejscowione po prawej stronie, do tylnej po lewej. Okna umieszczone jedynie po bokach kadłuba. 
Skrzydło niedzielone o obrysie trapezowym, wyposażone w lotki. Konstrukcja płata jednodźwigarowa z dźwigarkiem pomocniczym. Do dźwigara kryty sklejką, dalej płótnem. 
Usterzenie klasyczne krzyżowe. Stateczniki kryte sklejką, stery płótnem.
Podwozie trójpunktowe z płozą ogonową, koła główne amortyzowane z wykorzystaniem sznura gumowego.
Napęd – dwucylindrowy płaski silnik tłokowy ABC Scorpion II chłodzony powietrzem, napędzający dwułopatowe śmigło Szomański o stałym skoku i średnicy 1,5 m.